# Atractus ventrimaculatus
Atractus ventrimaculatus este o specie de șerpi din genul Atractus, familia Colubridae, descrisă de Boulenger 1905. Conform Catalogue of Life specia Atractus ventrimaculatus nu are subspecii cunoscute.